# North Devon Association Football League
North Devon Association Football League är en engelsk fotbollsliga, grundad 1904. Den har fyra divisioner och toppdivisionen Premier Division ligger på nivå 12 i det engelska ligasystemet.
Ligan är en matarliga till South West Peninsula Football League.

## Mästare
| Säsong  | Premier Division                                  |
| ------- | ------------------------------------------------- |
| 2010/11 | Boca Seniors                                      |
| 2009/10 | Shamwickshire Rovers                              |
| 2008/09 | Boca Seniors                                      |
| 2007/08 | Boca Seniors                                      |
| 2006/07 | Boca Seniors                                      |
| 2005/06 | Boca Seniors                                      |
| 2004/05 | Morwenstow                                        |
| 2003/04 | Braunton                                          |
| 2002/03 | Shamwickshire Rovers                              |
| 2001/02 | Shamwickshire Rovers                              |
| 2000/01 | Allt spel inställt på grund av mul- och klövsjuka |

Källa: Officiella webbplatsen

### Webbkällor
Den här artikeln är helt eller delvis baserad på material från engelskspråkiga Wikipedia, North Devon Football League, 24 april 2015.